# وزارة الاتصالات (إسرائيل)
وزارة الاتصالات (بالعبرية: מִשְׂרָד הַתִּקְשֹׁרֶת)، هي وزارة في الحكومة الإسرائيلية مسئولة عن الاتصالات في إسرائيل. أنشئت الوزارة في عام 1952، وحتى عام 1970 كانت تُعرف باسم وزارة الخدمات البريدية (بالعبرية: משרד הדואר).

## وصلات خارجية
- موقع الوزارة.

1. ↑   https://www.nli.org.il/media/4693/israeli-publishers.csv. اطلع عليه بتاريخ 2020-09-23. {{استشهاد ويب}}: |url= بحاجة لعنوان (مساعدة) والوسيط |title= غير موجود أو فارغ (من ويكي بيانات) (مساعدة)